# Dikreozaur
Dikreozaur (Dicraeosaurus) – rodzaj dinozaura z infrarzędu zauropodów, umieszczany w jednej nadrodzinie z diplodokiem, wydzielany wspólnie z amargazaurem do osobnej rodziny i tworzący ze swym najbliższym krewnym brachytrachelopanem podrodzinę w jej obrębie, dla których dikreozaur jest eponimem. Należał do mniejszych przedstawicieli zauropodów, osiągając długość do 20 m i masę około 12,8 tony. Posiadał kołkowate zęby przystosowane do spożywania miękkiego pokarmu. Żywił się prawdopodobnie nisko rosnącą roślinnością, nie mogąc unieść za wysoko swej szyi. Miał długi biczowaty ogon. Jego nazwa wywodzi się od rozdwojonych wyrostków kolczystych kręgów, wpływających na układ więzadeł grzbietu zwierzęcia. Zamieszkiwał tereny wschodniej Afryki w późnej jurze. Jego skamieniałości znaleziono w Tanzanii w miejscu, z którego pochodzą również pozostałości m.in. Giraffatitan brancai, a być może też w Zimbabwe.

## Morfologia

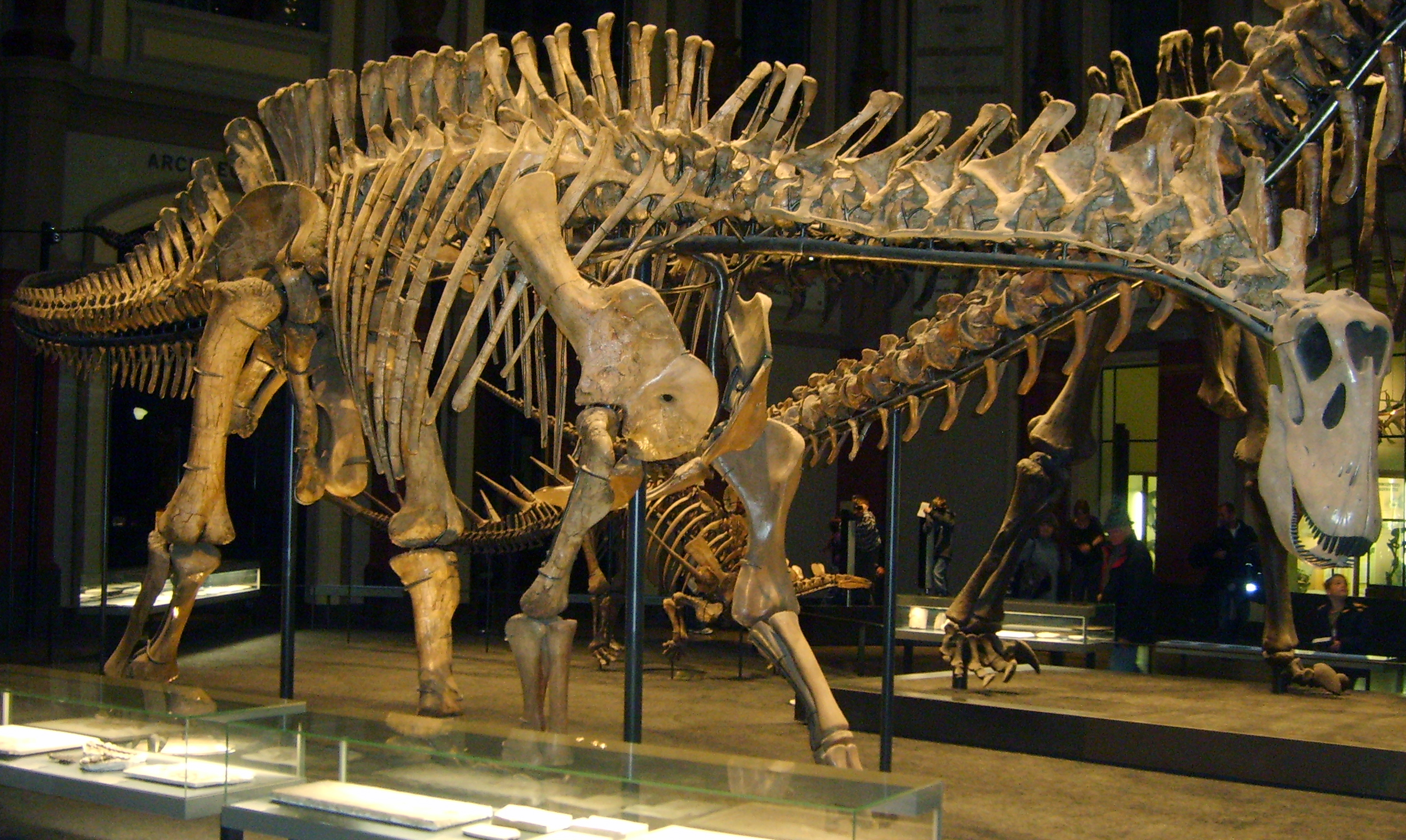
Szkielet z Berlina

Zauropod osiągał do 20 m długości, z czego 2,4 m przypadało na szyję. Liczne próby oszacowania jego masy przynosiły zróżnicowane wyniki, sytuujące masę D. hansemanni pomiędzy 10 a 40 tonami. W 1988 przeprowadzono wyliczenia wykonane na podstawie berlińskiego szkieletu, w przypadku którego część kości użytych do rekonstrukcji pochodziła z tego samego osobnika, a brakujące zastąpiono należącymi do podobnych pod względem wielkości zwierząt tego samego gatunku, a także odlewami gipsowymi. Wyliczenia opierały się na dokładnych szacunkach powierzchni i objętości poszczególnych części ciała zwierzęcia. Jego całkowita objętość wyniosła 12,81 m³, z czego 9,38 m³ (ponad 73%) przypadało na tułów, a tylko 0,05 m³ na głowę (4‰ całości); sam ogon zajmował ponad metr sześcienny, a szyja − ¾ m³. Podobne wyniki uzyskano w przypadku powierzchni ciała: z całkowitej wartości 46,4 m² prawie 56% stanowił tułów, 11,7% − ogon, po 9,4% − tylne łapy (przednie tylko po 2,8%), nieco ponad 7% − szyja. Maleńkiej głowie odpowiadało 9‰. Obliczenia te pozwoliły oszacować masę dinozaura na 12,8 tony. Zaznaczyć należy, że przybliżona tą samą metodą masa Giraffatitan brancai (uznawanego w czasie dokonania pomiarów za gatunek brachiozaura) wyniosła ponad 74 tony. Wspomniane już obliczenia pozwoliły też przybliżyć tempo przemiany materii obu zwierząt. Przedstawiciel diplodokokształtnych zużywał na dobę 400 MJ, wiele mniej, niż brachiozauryd o sześciokrotnie większych płucach. U dikreozaura mieściły one 974 litry powietrza. Z obliczeń wynika, że w jego naczyniach płynęło 641 litrów krwi pompowanej przez ważące 48 kg serce uderzające 23 razy na minutę. Dikreozaur rósł szybko i bez przerw. Osiągając 80% swych maksymalnych rozmiarów, dojrzewał płciowo. Ta wysoka w porównaniu z innymi zauropodami wartość wskazuje, że zwierzę wcześniej niż jego krewni przestawało rosnąć. Za tezą tą świadczy także słaba pneumatyzacja jego kości.
Kołkowate zęby żywiącego się pokarmem roślinnym dikreozaura, podobnie jak Giraffatitan, wykazują ślady ścierania głównie w swej szczytowej części, znacznie rzadziej w środkowej i tylnej. Podobnie jak budowa czaszki, wskazują one na skośne ruchy szczęki i żuchwy podczas jedzenia (inni badacze widzą tu ruchy przód-tył), które pojawiły się u diplodokokształtnych, bardziej przystosowanych do ścinania pokarmu, niż siekania go, jak wcześniejsze zauropody. Nie można wykluczyć, że tak jak należący do tej samej nadrodziny diplodok, opisywany dinozaur wykształcił nachylone do przodu zęby przedszczękowe i przednie szczękowe.

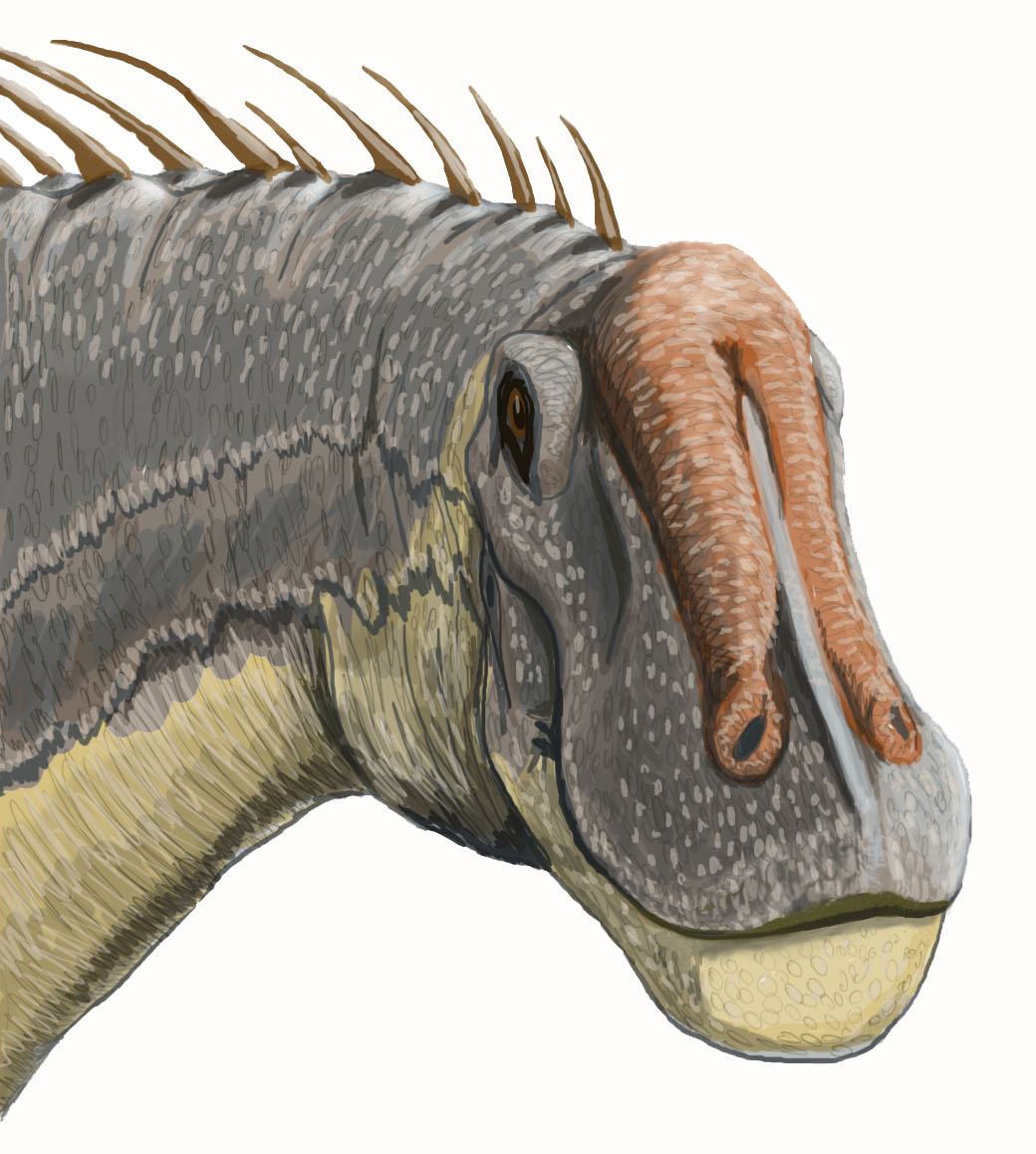
Głowa dikreozaura

Pomiędzy kością czołową a ciemieniową oraz pomiędzy kośćmi ciemieniową i nadoczodołową znajdują się ciemiączka, których wymiary pozostają w proporcji 3:2. Tego drugiego nie spotyka się poza dikreozaurem i amargazaurem, od którego afrykański gad różnił się niełączącymi się ze sobą guzami kości podstawnopotylicznej. Oba rodzaje cechują się bardzo długim, skierowanym w przód i nieznacznie brzusznie wyrostkiem skrzydłowatym. Kość nadoczodołowa jest wąska, ułożona pionowo. W tylnogórnej części czaszki występuje zwykłe sklepienie, inaczej niż u innych zauropodomorfów. Na potylicy widnieje grzebień.
Kręgi szyjne tego zwierzęcia, występujące u Dicraeosauridae w liczbie nie większej od 12, wykazywały liczne uchyłki, bardziej rozwinięte w tylnej części szyi. Kilka z nich miało nawet znaczną głębokość i otaczało pośrodkową część trzonu kręgu, na której się on wspierał. Ich układ przypomina spotykany u brachiozaura. Nie znaleziono jednak wewnętrznych komór powietrznych (nie ma ich także w innych kościach dikreozaurów). W rezultacie masa szyi zwierzęcia malała o 6% (u porównywanego rodzaju dzięki wewnętrznym komorom o ¼). Wysunięto przypuszczenie, że tworzyły one worki powietrzne – struktury występujące również u ptaków. Kręgosłup wyginał się łukowato, jednakże pomiędzy szyją i tułowiem nie występowało zagięcie. Na brzusznej wklęsłej powierzchni trzonów kręgów szyjnych występowała współtworzona przez żebra szyjne przestrzeń, która mogła mieścić tętnice szyjne. Różnice w odsetkach masy ciała gada przypadających na głowę i szyję potwierdziły, że w przeciwieństwie do brachiozaura dikreozaur trzymał szyję poziomo, równoważąc jej ciężar ogonem, w czym pomagał sobie przy użyciu potężnych tylnych łap, których piszczel mierzyła 79 cm. Według Martina i współpracowników decydująca rola w utrzymaniu szyi miałaby przypadać więzadłu karkowemu. Biorąc pod uwagę długość wyrostków szyi, uważa się wykazujące prawdopodobnie znaczną segmentację dikreozaurze mięśnie grzbietowe za wiele większe od diplodoczych. Zauważono, że dzisiejsze zwierzęta chodzące na wyprostowanych łapach zwykle trzymają szyję w pozycji wyprostowanej, a zginają głowę. Powinno to dotyczyć także dikreozaura. Inni eksperci sądzą zaś, że szyja mogła także pochylać się w dół, nie wykluczają jednak pozycji horyzontalnej. W obu publikacjach panuje zgoda co do braku przesłanek wskazujących na uniesienie szyi w górę. Wedle niektórych paleontologów długa szyja pozwalała dinozaurowi żywić się pokarmem roślinnym rosnącym na różnych wysokościach. Wedle innych ekspertów dikreozaury pasły się jednak głównie na niskiej roślinności, a szyja pozwalała im sięgać daleko w bok. Oszacowano, że większe i dysponujące jeszcze pokaźniejszą szyją diplodok czy apatozaur dosięgały pokarmu znajdującego się na wysokości nie większej, niż 4-6 m. Zasięg dikreozaura ograniczał się jeszcze bardziej. Długa szyja zauropodów mogła też stanowić efekt doboru płciowego.
Przednie kręgi grzbietowe były wyższe i krótsze. Proksymalne kręgi ogonowe cechowały się niewielką wklęsłością z przodu i wypukłością z tyłu. Generalnie jednak kręgi ogonowe określa się jako wydłużone, dwuwypukłe. Podobne budowały szkielet ogona rebbachizaurów, być może stanowiąc cechę wspólną diplodokokształtnych, co wymaga jeszcze potwierdzenia. Dzięki nim tylna część ciała zauropoda tworzyła coś w rodzaju bicza. Mógł on służyć do obrony lub wydawania głośnych dźwięków.
Wyrostki kolczyste rozwidlają się, osiągając długość ponad czterokrotnie większą od wysokości trzonu. Pomiędzy "widłami" wyrostka prawdopodobnie znajdowały się więzadła. Rozwidlenie pociąga za sobą podział więzadła nadkolcowego na dwie części. Kierując się tą cechą kręgów, zwierzęciu nadano mu nazwę rodzajową Dicraeosaurus ("rozwidlony jaszczur").
W górnej części kości udowej po stronie bocznej występuje krótki czwarty krętarz.

## Systematyka
Niegdyś dikreozaura zaliczano do rodziny diplodoków (pogląd ten wyznawał jeszcze McIntosh w 1990). Od 1991 umieszczany jest w biorącej od niego swą nazwę rodzinie dikreozaurów (Dicraeosauridae), wchodzącej w skład nadrodziny diplodokokształtnych (Diplodocoidea). W 1995 Upchurch określił ją jako "zawierającą rodziny diplodoków, dikreozaurów i nową rodzinę nemegtozaurów", choć można się też spotkać z określeniem jej jako kladu zawierającego diplodoka, ale nie saltazaura. W 2004 Harris i Dodson zdefiniowali dodatkowy klad Flagellicaudata mający obejmować ostatniego wspólnego przodka dikreozaura i diplodoka oraz wszystkich jego potomków. Uważają, że należąca doń Suuwassea emilieae jest taksonem siostrzanym dla wszystkich innych przedstawicieli grupy. Z kolei zawierającą się w tej grupie rodzinę dikreozaurów Sereno w 1998 określił jako klad zawierający dikreozaura, ale nie diplodoka. W zaproponowanej przez niego analogicznej definicji rodziny diplodoków po prostu zamienił oba rodzaje miejscami. Inni badacze definiują Dicraeosauridae jako klad obejmujący dikreozaura i amargazaura. Sądzi się, że rodzina dikreozaurów jest bardziej zaawansowana ewolucyjnie, niż rodzina diplodoków.
Z kolei klad łączący dikreozaura i brachytrachelopana nazwano Dicraeosaurinae. Do podrodziny takiej miał nie należeć amargazaur. Wedle badań Salgado z 1999 D. hansemanni rzeczywiście wykazuje bardzo bliskie pokrewieństwo z brachytrachelopanem, bliższe nawet, niż z D. sattleri, który zdaje się być najbliżej spokrewniony z amargazaurem. Wskazywałoby to, że rodzaj Dicraeosaurus obejmujący te dwa gatunki jest polifiletyczny. Jednakże badania Rauhuta z 2005 potwierdziły monofiletyzm rodzaju, jak również bliższe jego pokrewieństwo z brachytrachelopanem, niż z amargazaurem. Poza tym dikreozaur wydaje się bardziej bazalny od amargazaura, nie dorównuje mu w długościach rozwidlonych wyrostków kręgów ani wyrostka skrzydłowatego. Dostrzega się jednak konieczność przeprowadzenia kolejnych badań potwierdzających systematykę tej grupy.

## Występowanie i ekologia

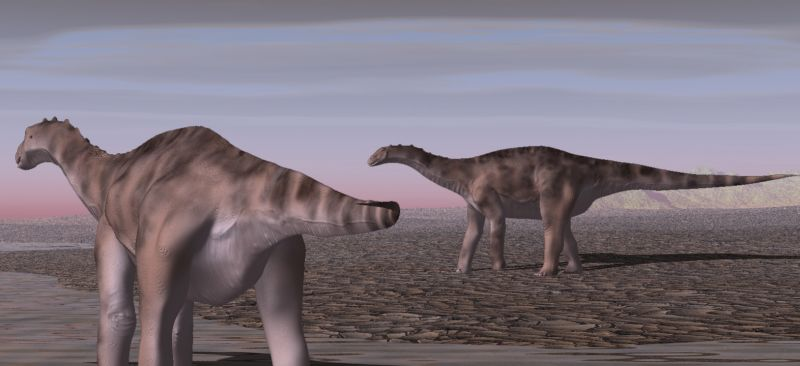
D. hansemanni na obszarze dzisiejszej Tanzanii w późnej jurze

Dikreozaur żył w późnej jurze, wedle jednych źródeł od oksfordu lub kimerydu do tytonu, wedle innych tylko w kimerydzie lub pomiędzy 150 a 135 milionami lat. Zamieszkiwał wschodnią Afrykę. Pozostałości pochodzą z Tendaguru w Tanzanii i prawdopodobnie też z Kazdi w Zimbabwe.
W późnej jurze na obszarach odpowiadających dzisiejszym wzgórzom Tendaguru, jak i formacji Morrison, dominowała roślinność zielna. Drzewa rosły najobficiej w strefach przybrzeżnych. Rośliny te stanowiły pokarm zauropodów. Prócz dwóch gatunków dikreozaura w Tendaguru znaleziono szczątki Brachiosaurus brancai (wyłączonego później do osobnego rodzaju Giraffatitan), janenszji, tendagurii i australodoka. Wysokie rośliny mogły jednak stanowić pokarm tylko części euzauropodów. Korzystały z nich choćby kamarazaur, brachiozaur czy euhelop, którym pozwalała na to odpowiednia budowa szyi. Dodatkowo dzięki szerokim zębom były zdolne do jedzenia twardego pokarmu, jak sagowcowe. Jednakże inne zauropody − diplodoki, dikreozaury − pasły się przy poziomie gruntu. Diplodoki (o zębach przypominających dikreozaurze) spożywały tylko miękki pokarm roślinny, a wedle niektórych hipotez także odcedzały plankton. Generalnie jednak wysokości żerowania poszczególnych zauropodów zachodziły na siebie, nie stanowiąc najważniejszych wyróżników ich nisz ekologicznych.
Szkielet D. hansemanni, znaleziony w złożach Middle Saurian, zmontowano w 1930 w Muzeum Historii Naturalnej w Berlinie.